# Федеральна вища технічна школа Цюриха
Федеральна вища технічна школа Цюриха (нім. Eidgenössische Technische Hochschule Zürich, Eidgenössisches Polytechnikum in Zürich) — технічний університет у Цюриху, Швейцарія. Один із двох федеральних технічних університетів країни. Згідно з актуальними рейтингами університетів світу, належить до найкращих навчальних закладів у галузі технічних та природничих наук. Також за рейтингом QS Top Universities 2012 року займав 13 місце у світі, а за рейтингом Times Higher Education 2012 року — 12. За цими рейтингами університет є найкращим у континентальній Європі. З університетом пов'язаний 21 лауреат Нобелівської премії, включаючи Альберта Ейнтштейна.
Університет заснований у 1855 році як Федеральна політехніка. Університетське містечко розділено на стару частину, що знаходиться в центрі міста, та нову частину в районі Гьонґерберґ. В університеті 16 факультетів.
Підпорядковується Федеральному департаменту економіки, освіти та досліджень Швейцарії.